# کریستین (کنتاکی)
کریستین (به انگلیسی: Christine) یک منطقهٔ مسکونی در ایالات متحده آمریکا است که در شهرستان ادیر، کنتاکی واقع شده‌است. کریستین ۲۹۹٫۹۳ متر بالاتر از سطح دریا واقع شده‌است.